# إيزيكيل غييرمو خيسوس أمايا
إيزيكيل غييرمو خيسوس أمايا (بالإسبانية: Ezequiel Guillermo Jesús Amaya) (مواليد 20 فبراير 1978) المعروف باسم خيسوس أو أمايا هو لاعب كرة قدم أرجنتيني معتزل. سبق له اللعب في الشرق الأوسط وتحديدا في السد القطري.

## السيرة الذاتية
شارك في اللعب في عدة أندية في جميع أنحاء أمريكا الجنوبية وحتى أنه قضى نصف موسم في الشرق الأوسط مع النادي القطري السد.
ترددت أنباء أنه كان متوجها للعب في أستراليا للتوقيع لصالح نادي نورث كوينزلاند فيوري الذي يلعب في الدوري الأسترالي لكرة القدم لكن يبدو أنها كانت إشاعات.